# Гуасапарес (муниципалитет)
Гуасапарес (исп. Guazapares) — муниципалитет в Мексике, штат Чиуауа с административным центром в  посёлке Теморис. Численность населения, по данным переписи 2010 года, составила 8998 человек.

## Общие сведения
Название Guazapares происходит из языка индейцев тараумара, что можно перевести как «колорадские земли».
Площадь муниципалитета равна 1823 км², что составляет 0,74 % от общей площади штата, а наивысшая точка — 2437 метров, расположена в поселении Меса-де-Оковьячи.
Он граничит с другими муниципалитетами штата Чиуауа: на севере с Уруачи и Магуаричи, на востоке с Урике, и на западе с Чинипасом, а на юге граничит с другим штатом Мексики — Синалоа.

## Учреждение и состав
Муниципалитет был образован в 1825 году, в его состав входит 209 населённых пунктов, самые крупные из которых:
| Код INEGI                  | Населённый пункт                                                                    | Численность населения (2005 год) | Численность населения (2010 год) |
| -------------------------- | ----------------------------------------------------------------------------------- | -------------------------------- | -------------------------------- |
| 030                        | Всего                                                                               | 8010                             | 8998                             |
| 0001                       | Теморис (исп. Témoris) 27°16′31″ с. ш. 108°16′40″ з. д. (административный центр)    | 1639                             | 2053                             |
| 0093                       | Санта-Матильде (исп. Santa Matilde) 27°07′01″ с. ш. 108°24′18″ з. д.                | 301                              | 261                              |
| 0137                       | Аремойбо (исп. Aremoibo) 27°34′41″ с. ш. 108°05′29″ з. д.                           | 125                              | 252                              |
| 0047                       | Гуасапарес (исп. Guazapares) 27°22′17″ с. ш. 108°16′52″ з. д.                       | 106                              | 187                              |
| 0051                       | Ормигерос (исп. Hormigueros) 27°12′58″ с. ш. 108°25′11″ з. д.                       | 189                              | 185                              |
| 0059                       | Лос-Льянос-де-Уруапан (исп. Los Llanos de Uruapan) 27°20′20″ с. ш. 108°19′27″ з. д. | 107                              | 175                              |
| —                          | Прочие                                                                              | 5543                             | 5885                             |
| Названия на карте Генштаба |                                                                                     |                                  |                                  |

## Экономика
По статистическим данным 2000 года, работоспособное население занято по секторам экономики в следующих пропорциях:
- сельское хозяйство и скотоводство — 52,6 %;
- производство и строительство — 12,9 %;
- торговля, сферы услуг и туризма — 31,6 %;
- безработные — 2,9 %.

## Инфраструктура
По статистическим данным 2010 года, инфраструктура развита следующим образом:
- электрификация: 62 %;
- водоснабжение: 62,8 %;
- водоотведение: 23,8 %.

## Фотографии

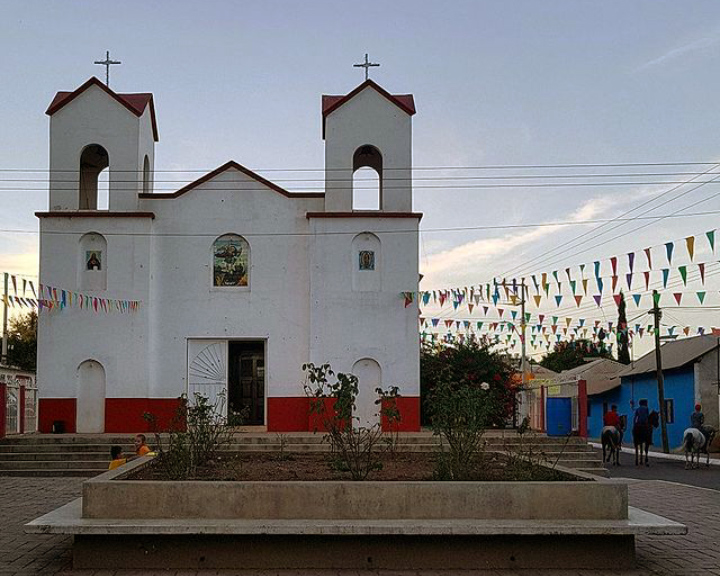
Церковь в Теморисе
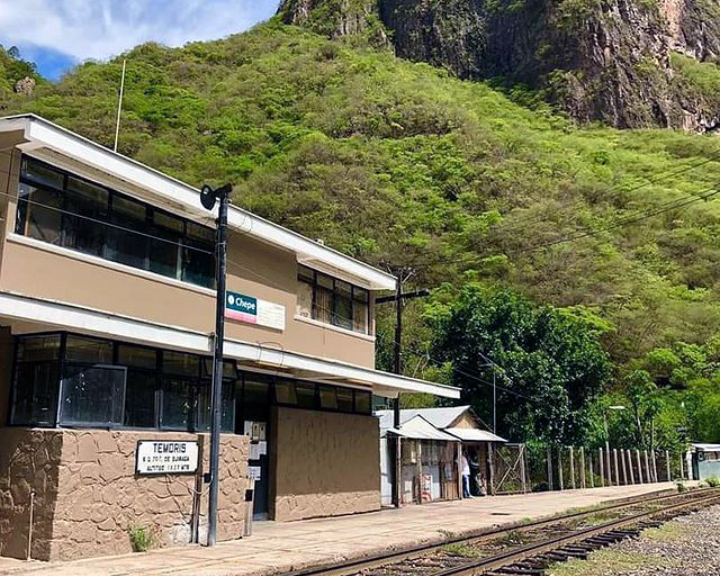
Ж/д станция Теморис